# Scotopteryx plurimelineata
Scotopteryx plurimelineata là một loài bướm đêm trong họ Geometridae.